# Miroslav Opálka
Miroslav Opálka (* 9. října 1952 Opava) je český politik, v letech 2002 až 2017 poslanec Poslanecké sněmovny za KSČM, v letech 2000 až 2002 zastupitel Moravskoslezského kraje a v letech 1998 až 2014 zastupitel města Opavy.

## Biografie
Vychodil ZDŠ v Opavě (1959-1968) a v letech 1968-1972 absolvoval Střední školu společného stravování v Opavě. Pracoval v hotelových zařízení a v mládežnických organizacích. V letech 1983-1987 vystudoval Vysokou školu politickou v Praze, kde získal v roce 1988 titul RSDr. Bydlí v Opavě, je vdovec, má dvě dcery.
V komunálních volbách roku 1994 za KSČM neúspěšně kandidoval do zastupitelstva statutárního města Opava. Zvolen sem byl v komunálních volbách roku 1998, komunálních volbách roku 2002, komunálních volbách roku 2006 a komunálních volbách roku 2010. Profesně se k roku 1998 uvádí coby finanční poradce. V krajských volbách roku 2000 byl zvolen do Zastupitelstva Moravskoslezského kraje za KSČM. Zasedal zde do roku 2002.
Ve volbách v roce 2002 byl zvolen do poslanecké sněmovny za KSČM (volební obvod Moravskoslezský kraj). Byl místopředsedou sněmovního výboru pro sociální politiku a zdravotnictví. Poslanecký mandát obhájil ve volbách v roce 2006. Byl místopředsedou výboru pro sociální politiku. Opětovně byl do sněmovny zvolen ve volbách v roce 2010. Zůstal místopředsedou výboru pro sociální politiku. V letech 2004 až 2005 zastupoval KSČM ve vyjednávání příprav důchodové reformy (tzv. Bezděkova komise).
Ve volbách do Poslanecké sněmovny PČR v roce 2013 kandidoval v Moravskoslezském kraji jako lídr KSČM a byl zvolen z druhého místa, počtem preferenčních hlasů jej překonala Kateřina Konečná.
Ve stínové vládě KSČM zastává post jejího místopředsedy pro sociální strategii a spravuje resort práce a sociálních věcí. Ve volbách do Poslanecké sněmovny PČR v roce 2017 již nekandidoval.